# باول كاروسو
باول كاروسو (بالإنجليزية: Paul Caruso)‏ هو طبال أمريكي، ولد في 1 يونيو 1955، وتوفي في 3 مايو 2006.

## وصلات خارجية
- باول كاروسو على موقع ميوزك برينز (الإنجليزية)
- باول كاروسو على موقع ديسكوغز (الإنجليزية)